# Hoshiko Yamane
Hoshiko Yamane (Osaka, 4 aprile 1981) è una violinista e compositrice giapponese anche membro dei Tangerine Dream.

## Biografia
Nata a Osaka, Yamane frequentò l'Università delle Arti della prefettura di Aichi. Nonostante la sua formazione classica, la violinista mostra da sempre interesse anche verso la musica moderna, l'elettronica e il pop. Durante il suo percorso di studi si trasferì a Berlino e Rostock, per poi trapiantarsi definitivamente nella capitale tedesca.
Nel 2009 avviò il progetto sperimentale di musica dal vivo e danza contemporanea Tansik, che contava la presenza della ballerina Chizu Kimura. Il gruppo realizzò alcune opere teatrali come ~ing (2012) e Discord (2016).
Yamane entrò a far parte dei Tangerine Dream nel 2011.
Nel 2013 avviò il progetto Tukico, che debuttò dal vivo al Madame Claude di Berlino nel 2014. Yamane fa anche parte dei Kiseki, un duo di musica sperimentale ove la violinista viene supportata da Jürgen Heidemann, che adopera invece delle pietre di varie forme e dimensioni. Il nome del duo è infatti una combinazione dei termini giapponesi ki ("legno") e seki ("pietra"), che fanno riferimento rispettivamente alla superficie lignea dello strumento di Yamane e all'inconsueta strumentazione di Heidemann. L'artista giapponese partecipò a diverse tournée assieme a Jane Birkin e altri musicisti giapponesi e compone ed esegue i brani della Motimaru Dance Company di Berlino.
Yamane suonò il violino nella colonna sonora del film Cargo (2018), composta da Thorsten Quaeschning dei Tangerine Dream.

## Discografia parziale

### Da solista
- 2017 – Nakaniwa (con Duenn)
- 2018 – Threads
- 2019 – Fahrenheit (con Makoto Sakamoto)
- 2019 – Spaces In Between (con Mikael Lind)
- 2020 – Mujo (con Eraldo Bernocchi)

### Con i gruppi

#### Nei Tangerine Dream
- 2011 – Live at the Lowry
- 2011 – Knights of Asheville
- 2011 – The Island of the Fay
- 2011 – The Angel of the West Window
- 2015 – Supernormal
- 2015 – Quantum Key
- 2016 – Live at The Philharmony Szczecin
- 2016 – Particles
- 2017 – The Sessions I
- 2017 – Light Flux
- 2017 – Quantum Gate
- 2018 – The Sessions II
- 2018 – The Sessions III
- 2018 – The Sessions IV
- 2019 – The Sessions V
- 2019 – Recurring Dreams
- 2020 – The Sessions VI